# Ghātāl
Ghātāl är en ort i Indien.   Den ligger i distriktet Paschim Medinipur och delstaten Västbengalen, i den östra delen av landet, 1 200 km sydost om huvudstaden New Delhi. Ghātāl ligger 12 meter över havet och antalet invånare är 54 658.
Terrängen runt Ghātāl är mycket platt. Runt Ghātāl är det tätbefolkat, med 982 invånare per kvadratkilometer. Ghātāl är det största samhället i trakten. Trakten runt Ghātāl består till största delen av jordbruksmark.